# Phylloniscus
Phylloniscus är ett släkte av kräftdjur. Phylloniscus ingår i familjen Titaniidae.
Kladogram enligt Catalogue of Life:
| Phylloniscus | \| \| Phylloniscus braunsi \| \| \| \| \| \| Phylloniscus contractus \| \| \| \| |
|              | \| \| Phylloniscus braunsi \| \| \| \| \| \| Phylloniscus contractus \| \| \| \| |
|              | Antidorcasia                                                                     |
|              |                                                                                  |
|              | Coatonia                                                                         |
|              |                                                                                  |
|              | Kogmania                                                                         |
|              |                                                                                  |
|              | Titana                                                                           |
|              |                                                                                  |
|              | Phylloniscus braunsi                                                             |
|              |                                                                                  |
|              | Phylloniscus contractus                                                          |
|              |                                                                                  |

|  | Phylloniscus braunsi    |
|  |                         |
|  | Phylloniscus contractus |
|  |                         |